# Jesuítas
Jesuítas là một đô thị thuộc bang Paraná, Brasil. Đô thị này có diện tích 247,496 km², dân số năm 2007 là 8948 người, mật độ 30,7 người/km².